# Мумба – Сідней (газопровід)
Мумба — Сідней (газопровід) — важливий елемент газотранспортної системи Австралії.
Видачу товарного газу з газопереробного заводу Мумба спершу організували у південному напрямку по трубопроводу Мумба – Аделаїда. Втім, вже за кілька років по тому, у 1976-му, ввели в дію газопровід Мумба — Сідней, що прямує до східного узбережжя, має довжину 1299 кілометрів та виконаний в діаметрі 850 мм.
Операційний тиск трубопроводу становить 6,9 МПа. Перекачування ресурсу здійснюють компресорні станції у Мумбі, Булла-Парку та Янзі, що забезпечують пропускну здатність у 13 млн м3 на добу.
З 2008-го виникла можливість отримувати додатковий ресурс із газопроводу Валлумбілла — Мумба. Також варто відзначити, що на випадок пікових навантажень діє підземне сховище газу Мумба.
Протранспортоване по Мумба — Сідней блакитне паливо може передаватись до газопроводів Мумба-Сідней – Тамуорт, Мумба-Сідней – Літгоу, Мумба-Сідней — Канберра та Сідней – Ньюкасл. Також у Янг існує сполучення з бідирекціональним газопроводом Мумба-Сідней – Мельбурн, який допомагає маневрувати ресурсом між штатами Новий Південний Уельс та Вікторія на випадок нестандартних ситуацій.
Також можливо відзначити, що в 1990-х роках в одному коридорі з газопроводом Мумба — Сідней проклали етанопровід Мумба — Сідней.